# Sh2-40
Sh2-40 (également connue sous le nom de RCW 155) est une nébuleuse en émission visible dans la constellation du Sagittaire.
Elle est située dans la partie nord-ouest de la constellation, le long du plan de la Voie lactée en bordure du célèbre Nuage stellaire du Sagittaire (M24). Elle s'étend pendant environ 15 minutes d'arc dans la direction d'un riche champ d'étoiles partiellement obscurci par de denses nuages de poussière. La période la plus propice à son observation dans le ciel du soir se situe entre juin et novembre. Étant dans des déclinaisons modérément méridionales, son observation est facilitée par l'hémisphère sud.
C'est une région H II située sur le bras du Sagittaire, à une distance d'environ 2 400 pc (∼7 830 al) du système solaire. Selon le catalogue Avedisova, le responsable de son ionisation serait LSS 4756, une étoile de classe spectrale B dont la plus grande distance impliquerait cependant que le nuage lui-même se trouve à pas moins de 3 200 ± 740 parsecs du Soleil. En direction de cette nébuleuse se trouve la puissante source d'ondes radio W33, qui est cependant située à une distance de 4 000 parsecs. Cela indique qu'il s'agit de deux objets distincts visibles le long de la même ligne de visée.
Sh2-40 héberge des phénomènes actifs de formation d'étoiles, comme en témoigne la présence de certaines sources de rayonnement infrarouge observées par IRAS, parmi lesquelles IRAS 18079-1756 se distingue, coïncidant avec un jeune objet stellaire. D'autres sources, telles que IRS1 et IRS2, coïncident avec des nuages très compacts. Le nuage héberge également deux masers avec des émissions de H2O et un avec des émissions de OH. La source IRAS 18089-1732, coïncidant avec une protoétoile massive, ne ferait pas physiquement partie de la nébuleuse, bien qu'elle soit observable dans la même direction qu'elle. Cette source se trouve en fait à une distance d'environ 3 600 pc (∼11 700 al).
Si l'estimation de 2 400 parsecs est correcte, Sh2-40 serait physiquement lié à l'association OB Sagittaire OB4, avec les nuages voisins Sh2-38, Sh2-41 et Sh2-42.